# Fleinsee/Altluneberger See
Fleinsee/Altluneberger See ist ein ehemaliges Naturschutzgebiet in den niedersächsischen Ortschaften Wehdel und Geestenseth in der Einheitsgemeinde Schiffdorf sowie den Ortschaften Köhlen und Ringstedt in der Einheitsgemeinde Geestland im Landkreis Cuxhaven. Das Naturschutzgebiet ging in dem im September 2013 neu ausgewiesenen Naturschutzgebiet „Geesteniederung“ auf.
Das Naturschutzgebiet mit dem Kennzeichen NSG LÜ 157 war 150 Hektar groß. Es war zu einem großen Teil Bestandteil des FFH-Gebietes „Niederung von Geeste und Grove“. Im Süden grenzte es an das ebenfalls im Naturschutzgebiet „Geesteniederung“ aufgegangene Naturschutzgebiet „Im Gliesch“. Das Gebiet stand seit dem 2. Februar 1988 unter Naturschutz. Zuständige untere Naturschutzbehörde war der Landkreis Cuxhaven.
Das ehemalige Naturschutzgebiet liegt östlich von Bremerhaven zwischen Altluneberg, Köhlen und Geestenseth. Es stellte einen Teil der eingedeichten Geesteniederung mit der Geeste und den angrenzenden Röhricht- und Grünland flächen sowie den Mündungsbereich des Scheidebachs als rechten Nebenfluss der Geeste unter Schutz. Die ehemals im Mündungsbereich vorhandenen und für das ehemalige Naturschutzgebiet namensgebenden Seen sind verlandet bzw. im Zuge des Gewässerausbaus der Geeste im Jahr 1961 trockengefallen.
Die Grünlandflächen werden überwiegend extensiv genutzt, ein Teil der Flächen liegt brach. Durch Entfernung der Verwallung der Geeste können sie bei Hochwasser überfluten. Die Geeste kann sich in dem unter Naturschutz stehenden Bereich natürlich entwickeln.